# Scherpenzeel
Scherpenzeel  una municipalità dei Paesi Bassi di 9 515 abitanti situata nella provincia della Gheldria.